# Tumbergs socken
Tumbergs socken i Västergötland ingick i Kullings härad och är sedan 1971 en del av Vårgårda kommun, från 2016 inom Kullings-Skövde distrikt.
Socknens areal är 14,0 kvadratkilometer varav 13,98 land. Som sockenkyrka användes efter 1560 Kullings-Skövde kyrka i Kullings-Skövde socken.

## Administrativ historik
Socknen har medeltida ursprung. 
Vid kommunreformen 1862 övergick socknens ansvar för de kyrkliga frågorna till Tumbergs församling och för de borgerliga frågorna bildades Tumbergs landskommun. Landskommunen inkorporerades 1952 i Vårgårda landskommun som 1971 ombildades till Vårgårda kommun. Församlingen uppgick 1989 i Kullings-Skövde församling som 2002 uppgick i Algutstorps församling.
1 januari 2016 inrättades distriktet Kullings-Skövde, med samma omfattning som Kullings-Skövde församling hade 1999/2000 och fick 1989, och vari detta sockenområde ingår.
Socknen har tillhört län, fögderier, tingslag och domsagor enligt vad som beskrivs i artikeln Kullings härad. De indelta soldaterna tillhörde Västgöta regemente och  Västgöta-Dals regemente, Kullings kompani.

## Geografi
Tumbergs socken ligger nordost om Alingsås med Kyllingsån i söder. Socknen är en slättbygd med inslag av skog främst i nordost.
I socknen finns resterna av en äldre kyrka, Tumbergs kyrkoruin, en stenkyrka som användes fram till 1560-talet.

## Fornlämningar

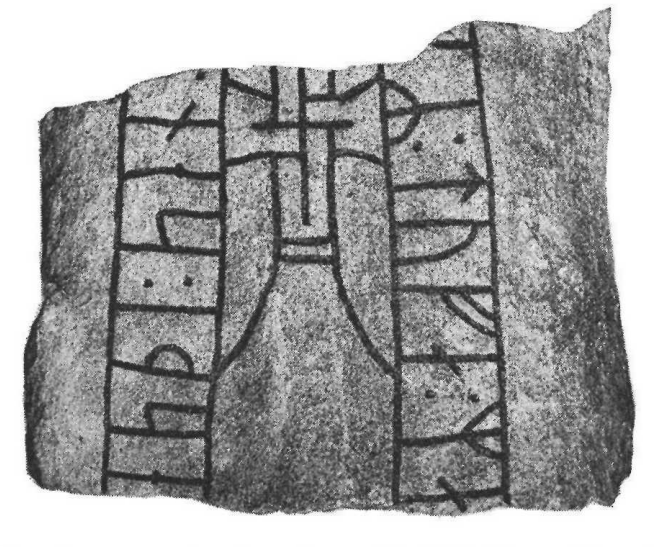
Vg 257 som hittades på den gamla kyrkplatsen. Runorna lyder på nusvenska: "...reste stenen efter Tuve, hans ingifta släkting..."

Från bronsåldern finns gravrösen. Från järnåldern finns gravar, ett gravfält och domarringar.

## Befolkningsutveckling
Befolkningen ökade från 451 1860 då statistiken börjar till 458 1870 varefter den minskade till 210 1970. Därpå ökade den något till 226 1980 då statistiken upphörde eftersom Tumbergs församling uppgick i Kullings-Skövde församling 1989.

## Namnet
Namnet skrevs 1458 Twnbergha och kommer från kyrkbyn. Namnet innehåller tun, 'inhägnad' och berg.